# Holland Roden
Pour les articles homonymes, voir Roden.
Holland Marie Roden est une actrice américaine née le 7 octobre 1986 à Dallas au Texas. Elle est surtout connue pour avoir interprété le rôle de Lydia Martin dans la série fantastique Teen Wolf de 2011 à 2017.

## Biographie

### Enfance
Holland Roden est née à Dallas au Texas, où elle a fréquenté la Hockaday School, une école privée pour filles. Issue d'une famille médicale, elle s'est spécialisée en biologie moléculaire et études féministes à l'UCLA et a passé trois ans et demi en formation pré-médicale en vue de devenir chirurgienne cardiothoracique avant de devenir actrice à temps plein.

### Carrière
Holland s'intéresse au cinéma et à la comédie dès son plus jeune âge. Dès l'âge de 6 ans, elle commence à prendre des cours de comédie et aller dans des camps de vacances pour faire du théâtre. Dès lors, elle quitte sa ville natale pour s'installer à Los Angeles en Californie. Deux mois après s'être trouvée un agent artistique, Holland a eu son premier rôle en 2007 dans 12 Miles of Bad Road, une série qui a été annulée au bout de six épisodes. En 2008, elle a eu le rôle d'Emily Locke dans Lost : Les Disparus puis elle a eu le rôle de Skylar dans le téléfilm American Girls 5 aux côtés de Christina Milian. Entre 2008 et 2010, Holland a joué dans Les Experts, Cold Case : Affaires classées, Weeds, Esprits criminels ou encore Community.
En 2010, Holland Roden décroche l'un des rôles principaux de la série dramatique et fantastique, Teen Wolf aux côtés de Tyler Posey, Dylan O'Brien, Crystal Reed, Tyler Hoechlin, Colton Haynes, JR Bourne, Melissa Ponzio et Linden Ashby. La série est diffusée sur la chaîne MTV à partir de juin 2011. Le show est adapté du long métrage du même nom et rencontre le succès auprès d'un jeune public   
De 2011 à 2017, elle a interprété pendant 6 saisons le rôle de Lydia Martin dans la série Teen Wolf. Elle a reçu le prix Teen Choice Awards pour le rôle de meilleure actrice dans une série de l'été en 2017.
Après son succès reconnu dans Teen Wolf, elle est présente dans la saison 3 de Channel Zero de la chaîne Syfy où elle incarne le rôle principal de Zoe Woods et est également présente dans la nouvelle série anthologie et d'horreur Lore de la chaîne Amazon Prime Video où elle interprète le rôle principal de Bridget Cleary.
En 2020, elle a joué dans le film d'horreur Follow Me (No Escape) de Will Wernick aux côtés de Ronen Rubinstein et Keegan Allen.
En 2021, elle a été choisie pour jouer dans le film Ted Bundy: American Boogeyman (en) de Daniel Farrands basé sur la vie du tueur en série Ted Bundy interprété par Chad Michael Murray.
Le 30 juillet 2021, elle a été choisie pour jouer dans le film The Re-Education of Molly Singer réalisé par Andy Palmer aux côtés de Britt Robertson, Cierra Ramirez, Nico Santos, Wendie Malick, Jaime Pressly et Ty Simpkins.

### Vie privée

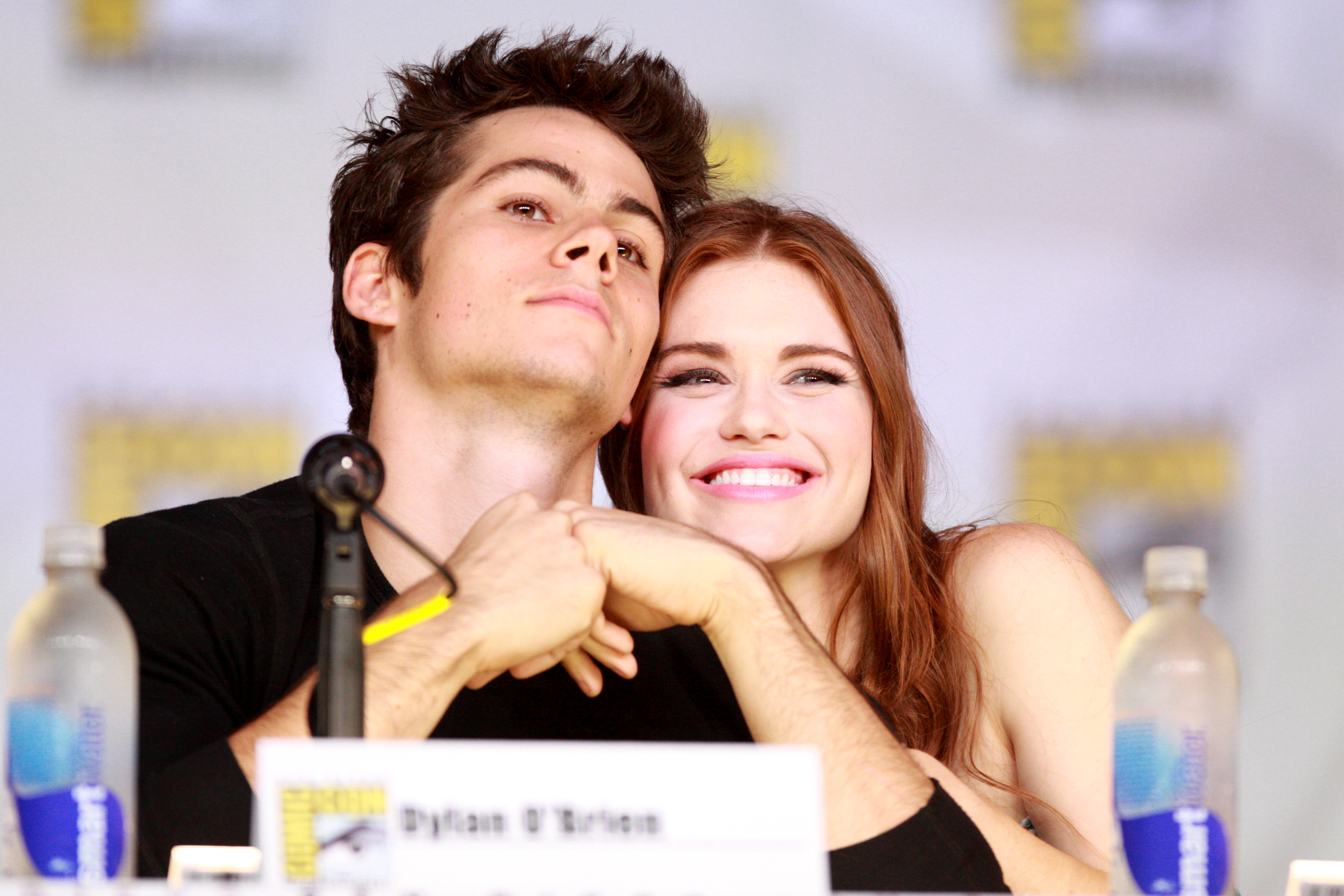
Holland Roden et Dylan O'Brien au Comic-Con en juillet 2013.

Holland Roden a été en couple pendant un an avec son partenaire dans Teen Wolf, Ian Bohen de février 2013 à avril 2014, puis avec Max Carver, un autre de ses partenaires dans Teen Wolf pendant deux ans de 2014 à juin 2016.
Elle est notamment proche de plusieurs anciens partenaires de la série, dont Ian Bohen, Shelley Hennig, Crystal Reed, Tyler Posey, Colton Haynes, Tyler Hoechlin et Dylan O'Brien qu'elle considère comme son propre frère.

## Filmographie

### Films
- 2004 - Consideration (court métrage) : Angela
- 2004 - Back at the Ranch (court métrage) : Dawn Leatherwood
- 2009 - American Girls 5 : Que la meilleure gagne ! (Bring It On: Fight to the Finish) : Skyler
- 2011 - Morning Love (court métrage) : fille
- 2011 - Charlie Brown : Blockhead's Revenge  (court métrage) : Peppermint Patty
- 2012 - House of Dust (en) : Gabby
- 2015 - Cry of Fear : Lydia
- 2020 : Follow Me (No Escape) de Will Wernick : Erin Isaacs
- 2021 : Escape Game 2 : Le monde est un piège (Escape Room: Tournament of Champions) de Adam Robitel : Rachel Ellis
- 2021 : Ted Bundy: American Boogeyman (en) de Daniel Farrands : Kathleen McChesney
- 2022 : The Re-Education of Molly Singer de Andy Palmer : Trina
- 2022 : Meurtre, gloire et beauté (Obsessed to death) de stefan Brogen : Cassie Collins
- 2022 : Un cadeau de Noël inattendu (Time for Him to Come Home for Christmas) de David Winning : Elizabeth
- 2023 : Teen Wolf, le film (Teen Wolf: The Movie) de Russell Mulcahy : Lydia Martin
- 2024 : Les 5 Trésors de Noël (Five Gold Rings)  de Steven R. Monroe : Audrey Moss

### Séries télévisées
- 2007 : Les Experts : Kira Dellinger (Saison 8 - Épisode 7 : La Sœur prodige)
- 2008 : 12 Miles of Bad Road : Bronwyn
- 2008 : Lost : Les Disparus : Emily Locke en 1956 (Saison 4 - Épisode 11 : Le Messager)
- 2008 : Cold Case : Affaires classées : Missy Gallavan en 1978 (Saison 6 - Épisode 4 : Roller girl)
- 2009 : Pushed : Sascha
- 2009 : Community : La fille qui fait peur à Troy avec sa souris (Saison 1 - Épisode 10 : Environmental Science)
- 2010 : Esprits criminels : Rebecca Daniels (Saison 5 - Épisode 20 : L'homme illustré )
- 2010 : The Event : Young Violet (Saison 1- Épisode 6 : Anges et démons)
- 2011 : Memphis Beat : Jill Simon (Saison 2 - Épisode 3 : Lost)
- 2011 : Grey's Anatomy : Gretchen Shaw (Saison 8 - Épisode 11 : Répétition générale)
- 2011- 2017 : Teen Wolf : Lydia Camille-Grace Martin (94 épisodes)
- 2017 : Mythes et Croyances : Bridget Cleary (1 épisode)
- 2018 : Channel Zero : Zoe Woods  (Saison 3)
- 2018 : MacGyver : Eileen Brennan (Saison 3, épisode 8)
- 2020 : Mayans M.C. : Erin Thomas (saison 4)

## Clips
- 2010 : Light, Lost de Seasons
- 2015 : Paper Moon de Dutch Party
- 2015 : I Want To Feel Alive de The Lighthouse and the Whaler

## Voix françaises
| En France - Fily Keita dans : - Teen Wolf (série télévisée) - Mythes et Croyances (série télévisée) - Escape Game 2 : Le monde est un piège - Teen Wolf: Le Film | - Julia Vaidis-Bogard dans (les téléfilms) : - Obsessed to Death - Un cadeau de Noël inattendu - Les 5 trésors de Noël - Ingrid Donnadieu dans (les séries télévisées) : - Grey's Anatomy - MacGyver Et aussi - Sophie Frison (Belgique) dans Channel Zero (série télévisée) |

## Distinctions
| Année | Cérémonie                                | Catégorie                                                                          | Travail Récompensé | Résultat   |
| ----- | ---------------------------------------- | ---------------------------------------------------------------------------------- | ------------------ | ---------- |
| 2013  | 15e cérémonie des Young Hollywood Awards | Meilleur casting (avec Tyler Posey, Crystal Reed, Dylan O'Brien et Tyler Hoechlin) | Teen Wolf          | Lauréat    |
| 2017  | 19e cérémonie des Teen Choice Awards     | Meilleure actrice de l'été                                                         | Teen Wolf          | Lauréat    |
| 2017  | 19e cérémonie des Teen Choice Awards     | Meilleure alchimie dans une série avec Dylan O'Brien                               | Teen Wolf          | Nomination |